# Atelopus nahumae
Atelopus nahumae (лат.) — вид жаб рода Atelopus из семейства Bufonidae.
Вид является эндемиком Колумбии, где встречается только в департаменте Магдалена. Обитает в тропическом горном дождевом лесу и в реках в горах Сьерра-Невада-де-Санта-Марта на высоте от 1900 до 2800 метров над уровнем моря.
Вид находится на грани вымирания из-за такого заболевания, как хитридиомикоз.